# Morgan (film)
A Morgan 2016-ban bemutatott amerikai–brit sci-fi filmthriller, amelyet Seth Owen forgatókönyvéből (rendezői debütálásaként) Luke Scott rendezett. A film egyik producere a rendező édesapja, Ridley Scott, a filmzenét Max Richter komponálta. A főbb szerepekben Kate Mara, Anya Taylor-Joy, Toby Jones, Rose Leslie, Boyd Holbrook, Michelle Yeoh, Jennifer Jason Leigh és Paul Giamatti látható.
Az Amerikai Egyesült Államokban 2016. szeptember 2-án mutatták be a mozikban a 20th Century Fox forgalmazásában. Magyarországon 2017. február 8-án adta ki DVD-n és Blu-rayen a Bontonfilm.

## Cselekmény
Lee Weathers egy nagyvállalat hibaelhárítója. Következő munkája egy titkos laborba szólítja, ahol egy szörnyű baleset kivizsgálása a feladata. A tragédia okozója Morgan, egy szintetikus DNS segítségével előállított, mesterséges személy. A döntés Lee-re hárul: életben hagyják-e a gyilkos teremtményt vagy még időben végezzenek vele, mielőtt kicsúszna a kezükből az irányítás.

## Szereplők
| Szereplő          | Színész              | Magyar hang       |
| ----------------- | -------------------- | ----------------- |
| Lee Weathers      | Kate Mara            | Nemes Takách Kata |
| Morgan            | Anya Taylor-Joy      | Csifó Dorina      |
| Dr. Simon Ziegler | Toby Jones           | Epres Attila      |
| Dr. Amy Menser    | Rose Leslie          | Pálfi Kata        |
| Skip Vronsky      | Boyd Holbrook        | Szabó Máté        |
| Dr. Lui Cheng     | Michelle Yeoh        | Bertalan Ágnes    |
| Dr. Kathy Grieff  | Jennifer Jason Leigh | Ősi Ildikó        |
| Dr. Alan Shapiro  | Paul Giamatti        | Berzsenyi Zoltán  |
| Ted Brenner       | Michael Yare         | Turi Bálint       |
| Dr. Darren Finch  | Chris Sullivan       | Schneider Zoltán  |
| Dr. Brenda Finch  | Vinette Robinson     | Czirják Csilla    |
| David Chance      | Jonathan Aris        | Király Adrián     |
| Jim Bryce         | Brian Cox            | Faragó András     |
| Morgan 10 évesen  | Amybeth McNulty      | Szűcs Anna Viola  |